# ロクサーヌ・ペレス
カーラ・ゴンザレス（Carla Gonzalez, 2001年11月5日 - ）は、アメリカ合衆国テキサス州ラレド出身の女子プロレスラー。WWEにてロクサーヌ・ペレス（Roxanne Perez）のリングネームで所属。

## 経歴

### キャリア初期
13歳の頃からプロレスのトレーニングを始め、ブッカー・Tの指導を受けた。
2018年12月、ブッカー・Tが立ち上げた団体リアリティ・オブ・レスリングにて、ロック・Cのリングネームでデビューした。

### ROH
2021年4月、ROHに初登場。新たに創設されたROH女子世界王座の初代王者を決めるトーナメントに出場し、坂井澄江、アンジェリーナ・ラブらに勝利して優勝。ROHの女子選手では史上最年少となる19歳で王座を戴冠した。
2022年1月3日、AAAレイナ・デ・レイナス王者ディオナ・プラッツォとの王座統一戦に敗れ、ROH女子世界王座を失った。

### WWE
2022年3月にWWEと契約し、リングネームをロクサーヌ・ペレスに変更した。4月15日にNXTへ初登場し、WWEで初の試合を行った。5月から6月にかけて行われたNXT女子ブレイクアウト・トーナメントで優勝し、NXT女子王座にいつでも挑戦できる権利を手に入れた。7月5日のPPV『NXTザ・グレート・アメリカン・バッシュ』にてコーラ・ジェイドと組んでトキシック・アトラクションに勝利し、NXT女子タッグチーム王座を初戴冠した。翌週の放送でNXT女子王者マンディ・ローズに対し王座挑戦の権利を行使したが、タッグパートナーのジェイドがペレスを裏切って妨害し、王座戴冠はならなかった。その後ジェイドがNXT女子タッグチーム王座のベルトをゴミ箱に捨ててしまい、王座返上となった。ここからジェイドとの抗争を開始し、8月16日のPPV『NXTヒートウェイブ』ではジェイドが、10月22日のPPV『NXTハロウィーン・ハボック』ではペレスが勝利した。12月10日のPPV『NXTデッドライン』にてNXT女子王座への挑戦者を決めるアイアン・サバイバーチャレンジで優勝し、3日後にマンディ・ローズに勝利してNXT女子王座を初戴冠した。
2023年1月28日、『ロイヤルランブル」の女子ロイヤルランブル戦にて8番目に登場し、約4分間戦った。3月7日のPPV『NXTロードブロック』にて里村明衣子に勝利してNXT女子王座を防衛したが、試合後にその場で倒れ込み、担架で運ばれて退場した。4月1日のPPV『NXTスタンド&デリバー』にて、ラダーマッチでインディ・ハートウェルに敗れて王座陥落した。18日にはハートウェルと王座戦を行ったが、ティファニー・ストラットンの乱入により無効試合となる。25日のPPV『スプリング・ブレイキン』にてストラットンを加えたトリプルスレットマッチで再び王座に挑戦したが、敗れた。ハートウェルが怪我により王座を返上した後、次期王者を決めるトーナメントに出場したが、準決勝でストラットンに敗れた。この試合後にブレア・ダベンポートに襲撃され抗争を開始。7月30日のPPV『NXTザ・グレート・アメリカン・バッシュ』にて、凶器使用可能のウェポンズ・ワイルドマッチで勝利した。
2024年1月16日のPPV『NXTベンジェンス・デイ』にて、NXT女子王座の次期挑戦者を決めるバトルロイヤルで優勝。同月27日のロイヤルランブルにて開催された女子ロイヤルランブル戦では27番目に登場したが、ストラットンに落とされ脱落した。3月5日のPPV『NXTロードブロック』にて、当時のNXT女子王者ライラ・バルキュリアを襲撃してヒールターンした。4月6日のPPV『NXTスタンド&デリバー』にてバルキュリア』との王座戦に勝利し、二度目のNXT女子王座を戴冠した。同王座を二度戴冠したのはシャーロット・フレアー、シェイナ・ベイズラーに次ぎ史上3人目であり、その中でもペレスが最年少であった。5月28日、TNA女子ノックアウト王者ジョーディン・グレイスがサプライズ登場し、ペレスの王座に挑戦を表明。6月9日のPPV『NXTバトルグラウンド』にてグレイスに勝利し、王座を防衛した。9月2日のPPV『NXTノー・マーシー』にてジェイダ・パーカーを相手に王座を防衛。この試合後にWWE初登場を果たしたジュリアと対峙し、抗争を開始した。
2025年2月、女子ロイヤルランブル戦に出場。最後の2人まで残るが、シャーロット・フレアーに脱落させられた。
2025年2月、ヴェンジェンス・デイで4way形式でNXT女子王者ジュリアに挑戦したが敗北し王座獲得を逃した。
2025年3月、エリミネーション・チェンバー戦に出場も、途中で脱落し、レッスルマニア41での女子世界王座挑戦権を逃した。
2025年6月マネー・イン・ザ・バンク・ラダー・マッチに出場も敗北。

## 人物
父親がプエルトリコ、母親がメキシコ出身のラテン系アメリカ人。
影響を受けたプロレスラーとしてAJ・リー、ベイリー、ペイジ、ザ・ロックを挙げている。自身のデビュー当初のリングネーム「ロック・C」はザ・ロックと本名カーラの頭文字Cを合わせたものである。
対戦したい憧れの相手として里村明衣子を挙げており、2023年に実現している。

## 獲得タイトル
WWE
- NXT女子王座：2回
- NXT女子タッグチーム王座：1回

w / コーラ・ジェイド
- NXT女子ブレイクアウト・トーナメント優勝：1回（2022年）
- 女子アイアン・サバイバーチャレンジ優勝：1回（2022年）

ニュー・テキサス・プロレスリング
- ニュー・テキサス・プロ女子王座：1回

レネゲージ・レスリング・レボリューション
- RWRビクセンス王座：1回

ROH
- ROH女子世界王座：1回

リアリティ・オブ・レスリング
- ROWダイヤモンズ・ディビジョン王座：1回

サボテージ・レスリング
- サボテージ・ウォー・オブ・ジェンダーズ王座：1回

プロレスリング・イラストレーテッド
- 現役女子プロレスラーTop250：15位（2023年）、28位（2021年）、36位（2022年）